# Улица Теробороны (Чернигов)
Улица Теробороны (до 2022 года — улица Гагарина) (укр. вулиця Тероборони) — улица в Новозаводском районе города Чернигова, исторически сложившаяся местность (район) Старая Подусовка; одна из главных транспортных артерий города. Пролегает от Репкинской улицы (ж/д линии Чернигов — Горностаевка) до границы города — улицы Единства (Гагарина) села Старый Белоус при примыкании улицы Фёдора Уманца.
Примыкают улицы Ивана Серко (Кутузова), Житомирская, Крымская, Романа Шухевича (Герцена), Дмитрия Дорошенко, Героев Мариуполя (Московская), 21 Сентября, Победы, Керченская, 2-й километр, Транспортная, Днепровская, Подусовская, Цымбалиста, Вадима Модзалевского (Серикова), Саксаганского, Юрия Мушкетика (Мечникова), Радио, Транзитный переулок, Верени (Транзитная), Глинки, Весенняя, Леонида Пашина, Братства Тарасовцев (Добролюбова), Пласта (Макаренко), Александра Тищинского, Фёдора Уманца.

## История
Улица расположена на месте давней дороги в сторону Старого Белоуса. Улица была проложена от ж/д линии в западном направлении в 1950-е годы, начала застраиваться в 1956 году — после включения Подусовки в черту города. Были построены объекты социальной инфраструктуры: школы, детсады, поликлиника, магазины, кинотеатр «Октябрь», пионерские лагеря «Дружба» и «Юность».
Называлась 6-я Подусовская, Центральная. В 1961 году Центральная улица переименована на улица Гагарина — в честь лётчика-космонавта СССР, Героя Советского Союза Юрия Алексеевича Гагарина.
2 ноября 1970 года улица на протяжении всей длины стала участком нового троллейбусного маршрута № 5, связав Подусовку с производственным объединением «Химволокно». Затем маршрут несколько раз изменялся, где конечной остановкой были гостиница «Украина» и Центральный рынок (через площадь Победы), сейчас — железнодорожный вокзал.
В 1971 году был построен кинотеатр «Октябрь» (дом № 21). Имел один зал на 260 мест.
В 1972 году у школы № 18 установлен памятник Н. Н. Попудренко. 
После вхождения в черту города Чернигова села Александровка 8 июля 1999 года, появилась ещё одна улица Гагарина, которая 12 ноября 2002 года была присоединена к улице 1 Мая, став её продлением в северном направлении.
„Из-за полного разрушения здания заведения общего среднего образования в результате полномасштабной вооружённой агрессии Российской Федерации против Украины“, 30 июня 2022 года были ликвидированы школы № 18 (дом № 24) и № 21 (дом № 27), согласно Решениям Черниговского городского совета № 18/VIII-1 («Про ліквідацію Чернігівської загальноосвітньої школи І-ІІІ ступенів № 18 Чернігівської міської ради Чернігівської області») и  № 18/VIII-2 («Про ліквідацію Чернігівської загальноосвітньої школи І-ІІІ ступенів № 21 Чернігівської міської ради Чернігівської області»)
С целью проведения политики очищения городского пространства от топонимов, которые возвеличивают, увековечивают, пропагандируют или символизируют Российскую Федерацию и Республику Беларусь, 1 августа 2022 года улица получила современное название — в честь сил территориальной обороны Вооружённых сил Украины, согласно Решению Черниговского городского совета № 19/VIII-6 «Про переименование улиц в городе Чернигове» («Про перейменування вулиць у м. Чернігові»)

## Застройка
Улица Теробороны — главная улица Старой Подусовки, связывает район и село Старый Белоус с другими районами города.
Улица пролегает в юго-западном направлении, затем, сделав плавный поворот, после примыкания Днепровской улицы — северо-западном параллельно Спортивной улице.
В начале улицы чётная и нечётная стороны заняты многоэтажной жилой застройкой (5-этажные дома, один 2-этажный дом), учреждениями обслуживания. Далее (после примыкания улицы Цимбалиста) улица занята усадебной застройкой, есть учреждения обслуживания. После примыкания улицы Леонида Пашина на чётной стороне расположены два детских лагеря, один из которых был преобразован в учебный центр ГУНП (Государственного управления национальной полиции).
Нечётную сторону между улицей Цимбалиста и Транзитным переулком занимает городской лесопарк, где ранее был расположен кинотеатр «Октябрь» (дом № 21) — здание к апрелю 2020 года было перестроено под продуктовый супермаркет.
|                                        |                                                                  |                                 |                                            |
| начало улицы: в направлении Репкинской | перекрёсток с улицей Серикова, в направлении улицы Саксаганского | школа-интернат им. Коцюбинского | конец улицы: в направлении Старого Белоуса |

Учреждения:
- дом № 4 — отделение связи «Укрпочта»
- дом № 6 — поликлинической отделение городской больницы № 1
- дом № 21 — бывший кинотеатр «Октябрь» (не сохранился) — ныне продуктовый супермаркет (в новом здании)

- дом № 24 — бывшая школа № 18 (разрушена и разобрана)
- дом № 27 — бывшая школа № 21; вечерняя школа № 1[11] (разрушена и разобрана)
- дом № 28 — детсад № 19
- дом № 50 — школа-интернат им. Коцюбинского
- дом № 52 — учебный центр ГУНП (Государственного управления национальной полиции)
- дом № 52 А — детский лагерь «Дружба» (д. л. санаторного типа Черниговской городской больницы № 1)

Мемориальные доски:
- дом № 24 — воину-интернационалисту, уроженцу Чернигова Владимиру Камскому — отсутствует (школа разрушена и разобрана) — на здании школы № 18, где учился
- дом № 27 — участнику Вооружённого конфликта на востоке Украины, уроженцу Черниговщины Николаю Брую[12] — отсутствует (школа разрушена и разобрана) — на здании школы № 21, где учился
- дом № 50 — участнику Вооружённого конфликта на востоке Украины, уроженцу Черниговщины Александру Уткину[13] — на здании школы-интерната, где учился